# Fridolin Ambongo Besungu
Fridolin Ambongo Besungu, né le 24 janvier 1960 à Boto, dans la province du Nord-Ubangi, est un prélat catholique congolais. Il est archevêque de Kinshasa depuis sa nomination le 1er novembre 2018 et cardinal depuis le consistoire du 5 octobre 2019. Consacré évêque en 2004, il a été évêque de Bokungu-Ikela de 2004 à 2016, et administrateur apostolique de Kole de 2008 à 2015, puis administrateur apostolique (2016), archevêque de Mbandaka-Bikoro et administrateur apostolique du diocèse de Bokungu-Ikela entre 2016 et 2018, et coadjuteur de l'archevêque de Kinshasa en 2018.
Il a servi en tant que curé de paroisse et en tant que professeur avant d'être appelé à l'épiscopat. Il est depuis lors l'un des chefs de file parmi les évêques en faveur de la paix nationale,. Il est également membre profès de l'ordre des Frères mineurs capucins.

## Biographie

### Formation et ordination
Fridolin Ambongo Besungu est né à Boto, le 24 janvier 1960. Pour se préparer au sacerdoce, il étudie la philosophie à Bwamanda, ainsi que la théologie, entre 1984 et 1988, à l'institut Saint Eugène de Mazenod. Il entre dans l'ordre des Frères mineurs capucins, où il prononce ses premiers vœux en 1981 puis sa profession perpétuelle en 1987. Plus tard, il obtient un diplôme en théologie morale à l'Académie alphonsienne (université pontificale du Latran) de Rome. Il soutient sa thèse en 1995 sur La réhabilitation de l’humain, base de développement vrai au Zaïre. Pour une éthique de développement intégral.
Fridolin Ambongo est ordonné prêtre le 14 août 1988, au terme de sa formation. Il sert alors dans la paroisse de Bobito à partir de 1988, jusqu'en 1989, où il devient professeur aux Facultés catholiques de Kinshasa (devenues université catholique du Congo). Il enseigne la théologie morale à l'institut Mazenod de 1995 à 2005. Il occupe également la double mission de supérieur majeur et de vice-provincial de son ordre pour la vice-province du Congo.

### Évêque
Le pape Jean-Paul II le nomme évêque de Bokungu-Ikela , le 22 novembre 2004. Il reçoit la consécration épiscopale le 6 mars 2005 des mains de Joseph Kumuondala Mbimba, assisté de Giovanni d'Aniello et du cardinal Frédéric Etsou-Nzabi-Bamungwabi, au cours d'une messe en plein air face à la cathédrale de Bokungu. Le 30 octobre 2008, le pape Benoît XVI le nomme administrateur apostolique du diocèse de Kole, un poste qu'il occupe jusqu'au 9 août 2015. Il fait sa première visite ad limina au pape François le 12 septembre 2014.

### Archevêque
Le pape François le nomme tout d'abord administrateur apostolique de l'archidiocèse de Mbandaka-Bikoro, le 5 mars 2016, puis archevêque de ce même diocèse le 12 novembre, tout en lui conservant la charge du diocèse de Bokungu-Ikela en tant qu'administrateur apostolique. Il prend possession de son siège le 11 décembre 2016. En mai 2016, il accepte d’aller témoigner à La Haye en faveur de Jean-Pierre Bemba, avec qui il a des liens de parenté, que la Cour pénale internationale accuse de crimes de guerre et de crimes contre l’humanité et qui sera acquitté en appel en 2018,.
Entre 2016 et 2018, il dénonce les tentatives répétées du président congolais Joseph Kabila de repousser les élections en république démocratique du Congo (RDC), affirmant que ce serait établir un précédent inquiétant ainsi qu'un signe de la réticence du président à céder le pouvoir. Il défend les organisateurs catholiques des manifestations pro-démocratiques ayant suscité des réactions violentes de la part des forces de police[réf. souhaitée].
Après ces violents affrontements, il co-signe un texte au nom des évêques déclarant que les prélats « déplorent l'attaque sur la vie humaine » et offrent leurs condoléances aux familles des « victimes innocentes » tuées dans les affrontements. La déclaration réclame également une « enquête sérieuse et objective » afin d'identifier les responsables des violences extrêmes. Ambongo s'oppose à la candidature de Kabila à un nouveau mandat présidentiel. Plus tard, il conduit une mission des évêques à Lusaka, en Zambie, pour rencontrer le président de la Zambie, Edgar Lungu, et l'exhorter à appuyer la tenue pacifique des élections en RDC en décembre 2018. Dans leur message à Lungu, les évêques appellent à soutenir une « élection crédible, transparente, inclusive et pacifique » afin de résoudre « la crise socio-politique » qui mine le pays. Le 9 septembre 2018, Ambongo célèbre également une messe en Zambie au cours de laquelle il exhorte les Zambiens à ne jamais perdre la paix dans leur pays.
Le 30 mai 2018, l'archevêque Ambongo publie une déclaration à Mbandaka-Bikoro, annonçant qu'il y aurait une suspension des sacrements qui nécessitent un contact physique en raison d'une épidémie du virus Ebola dans la région. Il affirme que « cela vise à empêcher la propagation de la fièvre hémorragique Ebola », et recommande également de donner le signe de la paix verbalement plutôt que physiquement.
Fridolin Ambongo condamne l'exploitation des ressources naturelles et estime que les énergies renouvelables contribuent à atténuer l'impact du changement climatique dans le monde. Interviewé le 4 mars 2015 à Rome, il affirme que « l'avenir, c'est cette énergie renouvelable, spécifiquement les panneaux solaires » afin de limiter le changement climatique, mettant en avant les panneaux solaires comme effort pour passer progressivement à des énergies renouvelables. Il ajoute que « nous, en tant qu'Église, ne sommes pas opposés à l'exploration des ressources naturelles », mais affirme qu'une telle exploration se doit d'être à la fois légale et transparente. Ambongo a également travaillé avec le cardinal Schönborn afin d'obtenir une réunion entre les ministres de l'environnement allemand et congolais, pour discuter de ce que chacun peut faire pour améliorer la qualité de l'environnement dans leurs pays.
En mars 2015, il affirme avoir reçu des menaces de mort : « Je suis une personne en danger au Congo ». Avec un petit rire nerveux, il glisse en sortant à une radio française : « Je suis en danger. Cela est vrai ».

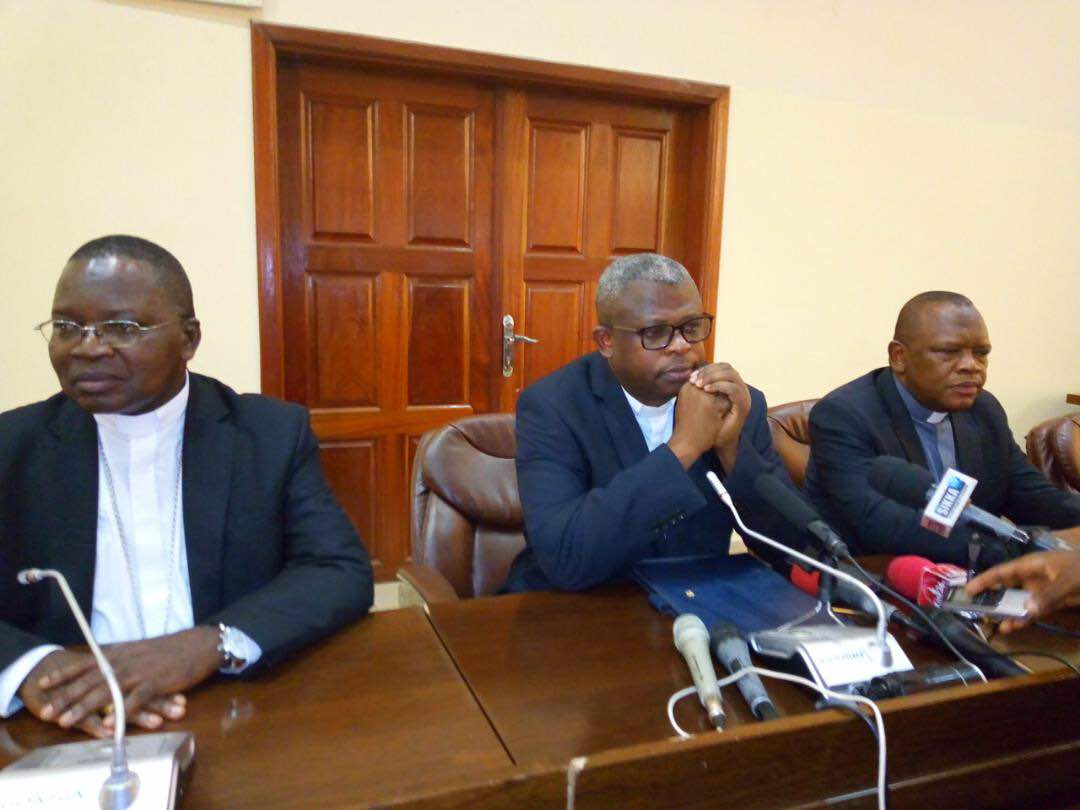
Point presse de la CENCO en janvier 2017. De gauche à droite : Marcel Utembi Tapa, Donatien Nshole et l'archevêque Ambongo.

En juin 2016, il est élu vice-président de la Conférence épiscopale nationale du Congo (CENCO).
Le 6 février 2018, le pape François nomme Ambongo coadjuteur de l'archidiocèse de Kinshasa pour succéder au cardinal Laurent Monsengwo Pasinya à son décès ou à sa démission. Il a été présenté à l'archidiocèse comme coadjuteur le 11 mars 2018. Il devient archevêque le 1er novembre 2018, quand François accepte la démission du cardinal Pasinya. Son installation a lieu le 25 novembre 2018.

### Cardinal
Il a été créé cardinal par le pape François lors du consistoire du 5 octobre 2019, au titre de San Gabriele Arcangelo all'Acqua Traversa.
Il est le président du Symposium des conférences épiscopales d'Afrique et de Madagascar (SCEAM) depuis le 15 février 2023.
À la suite de l'assassinat de Chérubin Okende Senga, député et porte-parole du parti d'opposition « Ensemble pour la République », en juillet 2023, la Conférence épiscopale nationale du Congo, condamne fermement cet assassinat, advenu dans des « circonstances peu claires ». Le cardinal Fridolin Ambongo organise une messe de requiem et axe son homélie sur le développement du pays à travers la transparence, la sécurité, la protection des personnes et de leurs biens et déclare qu'« aucune nation ne peut se construire sur des assassinats et des meurtres ».
En mars 2024, lors de la messe de Pâques, Fridolin Ambongo critique la justice congolaise, l'inefficacité des forces armées de la république démocratique du Congo (FARDC) dans la lutte contre le M23 dans l'est du pays et l'expansionnisme du Rwanda.
En avril 2024, le procureur général près la Cour de cassation de Kinshasa ordonne l'ouverture d’une information judiciaire à l’encontre de Fridolin Ambongo Besungu. Il est accusé de propos séditieux constitutifs de « faux bruits, incitation des populations à la révolte et aux attentats contre les vies humaines » et « de nature à décourager les militaires des forces armées de la République ». La justice congolaise reproche à Fridolin Ambongo d'avoir accusé le gouvernement de la RDC de soutenir les Forces démocratiques de libération du Rwanda (FDLR), un groupe armé opposé au Rwanda. Fridolin Ambongo et l'Église catholique nient que ces propos aient été tenus,,.
En mai 2025, Fridolin Ambongo exhorte «les dirigeants africains et mondiaux, mais aussi tous les individus, à se mobiliser et à œuvrer pour la justice et les droits de l'homme».

## Engagements

### Contre la bénédiction des couples LGBT
Le 18 décembre 2023, le Saint-Siège publie la déclaration pontificale Fiducia supplicans, par laquelle elle permet « de bénir les couples en situation irrégulière et les couples de même sexe, sous une forme qui ne doit pas être fixée rituellement par les autorités ecclésiales, afin de ne pas créer de confusion avec la bénédiction propre au sacrement du mariage ». Fridolin Ambongo Besungu indique son désaccord dans un courrier du 20 décembre adressé au pape. Le Vatican répond aux critiques le 4 janvier 2024, expliquant qu'il ne s'agit pas d'un « blasphème ». Le 11 janvier 2024 il s'adresse aux catholiques d'Afrique pour préciser sa position et l'accord reçu du pape pour reconnaître la situation de l'Afrique.